# 清溪街道 (池州市)
清溪街道，是中华人民共和国安徽省池州市贵池区下辖的一个乡镇级行政单位。隶属于池州市平天湖风景区。

## 行政区划
清溪街道下辖以下地区：

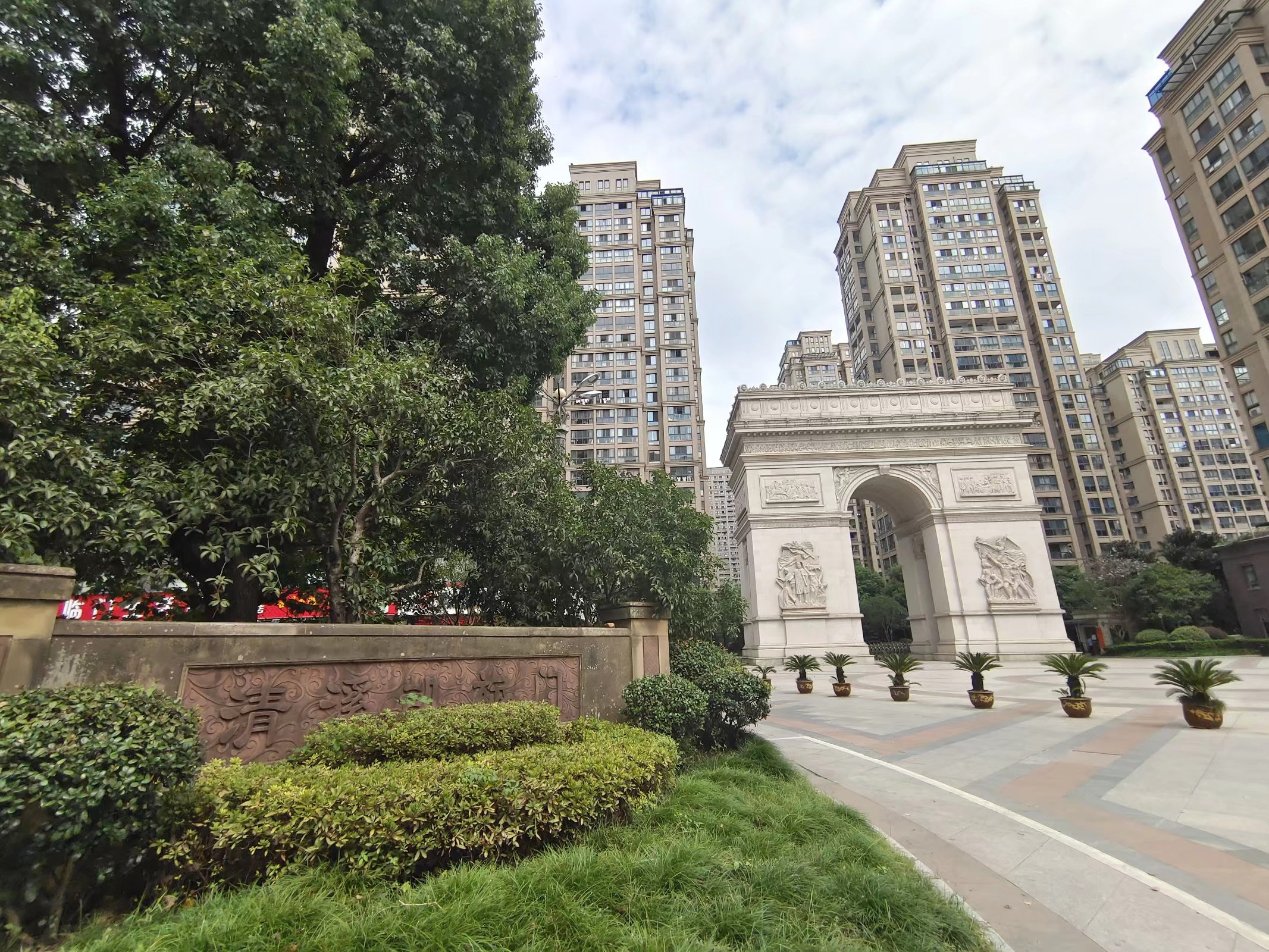
一个居民区

永明居委会、联盟居委会、陵阳居委会、翠屏苑居委会、清溪居委会、南湖居委会、齐山居委会、碧岩居委会、白沙居委会、顺利居委会。